# Mer
Mer，一種行動作業系統，採用Linux核心，主要應用於智慧手機、平板電腦，以及其他的消費性電子裝置。它是MeeGo的分支。
Mer是一個開放原始碼軟體，最早是被用來替代使用於諾基亞N800及N810平板電腦上的Maemo作業系統。它特別強調Ubuntu版本的特色，並將Ubuntu上的許多功能移植到Maemo 5上。2011年，當MeeGo計畫被中止後，Mer被當成是MeeGo的另一個分支而繼續被發展。
Mer支援英特爾x86以及ARM平台，現在正在增加對MIPS平台的支援。

## 分支
Nokia的MeeGo研發團隊，在Nokia放棄MeeGo計劃並裁員後，自行建立新的公司Jolla。他們在Mer專案中，分支出Sailfish OS，作為他們公司的產品。

## 外部連結
- merproject.org

1. ↑  https://web.archive.org/web/20171021000027/releases.merproject.org/releases/.